# 기독교민주당 (이탈리아)
기독교민주당(基督敎民主黨, 이탈리아어: Democrazia Cristiana 데모크라치아 크리스티아나[*], DC)은 1943년부터 1994년까지 이탈리아에 존재했던 기독교민주주의, 중도주의 정당이다.

## 역사
1946년 이탈리아가 공화정으로 전환되면서 실시된 첫 총선거에서 35.2%의 득표율을 기록하면서 제1당의 자리에 올랐고 1948년에 실시된 총선거에서는 하원 48.5%, 상원 48.1%의 득표율을 기록했다. 알치데 데 가스페리 총리가 이탈리아 공산당을 제외한 야당들과 함께 연합 정부를 수립한 뒤부터 기독교민주당은 이탈리아에서 장기 집권한 정당으로 남았다. 기독교민주당은 공식적으로 자본주의, 반공주의, 보수주의, 교권주의 정당을 표방했지만 단일 노선 확립은 실패했다.
1992년 줄리오 안드레오티 전 총리가 마피아에 연루된 사건을 계기로 기독교민주당은 이탈리아 검찰의 부정 부패 수사 대상이 되었다. 또한 당내 지도부 인사들이 입건되면서 기독교민주당은 쇠퇴하게 된다. 1994년 1월 16일 기독교민주당 내 좌익 파벌 인사들이 이탈리아 인민당을 창당하면서 기독교민주당은 소멸되었다. 이후 기독교민주당에서 활동하던 당직자는 현재 민주당에서 활동하고있다.